# Ris Oui
Der Ris Oui ist ein kleiner Fluss in Frankreich, der in der Region Pays de la Loire verläuft. Er entspringt im nördlichen Gemeindegebiet von Noyant-Villages, entwässert generell Richtung Nordnordost und mündet nach rund 18 Kilometern im Gemeindegebiet von Le Lude als linker Nebenfluss in den Loir. Im Unterlauf teilt sich die Ris Oui in zwei Mündungsarme, von denen der Nebenarm erst etwa 3,5 Kilometer weiter stromabwärts den Loir erreicht.
Auf seinem Weg durchquert der Ris Oui die Départements Maine-et-Loire und Sarthe.

## Orte am Fluss
(Reihenfolge in Fließrichtung)
- Chigné, Gemeinde Noyant-Villages
- La Poidevinière, Gemeinde Savigné-sous-le-Lude
- Le Lude
- Hauptarm: Le Moulin de Thienval, Gemeinde Le Lude
- Nebenarm: La Courbe, Gemeinde Le Lude

## Sehenswürdigkeiten
- Manoir de Brail de Foin, Herrenhaus aus dem 15. Jahrhundert, im Quellgebiet des Flusses, in der ehemaligen Gemeinde Genneteil - Monument historique[4]